# Bakerella viguieri
Bakerella viguieri är en tvåhjärtbladig växtart som först beskrevs av Paul Lecomte, och fick sitt nu gällande namn av Simone Balle. Bakerella viguieri ingår i släktet Bakerella och familjen Loranthaceae. Utöver nominatformen finns också underarten B. v. marojejyensis.